# Ipomoea pes-caprae
Espèce
Ipomoea pes-caprae, appelée patate à Durand à La Réunion et à l'île Maurice, et patate-bord de mer aux Antilles françaises, ou Ipomée pied-de-chèvre, ou encore corde-patate en Martinique, est une espèce de plantes à fleurs de la famille des Convolvulaceae. C'est une liane rampante qui colonise la partie haute des plages des régions tropicales.
Par contraction phonétique, la plante est aussi appelée patatran aux Seychelles, batatran à l'île Maurice.
C'est une plante très courante sur les bords de mer tropicaux, en particulier sur les plages de sable fin.

## Description
C'est une liane pérenne qui développe à la surface du sol de très longues tiges rampantes angulaires ayant de 5 à 30 m de long. Elle se fixe dans le sable par des racines développées au niveau des nœuds. Elle peut former de grands tapis denses qui contribuent à stabiliser le sol.
La feuille simple et épaisse est obovale à elliptique et émarginée : sa forme rappelle l'empreinte d'un sabot de chèvre. Lors d'un fort ensoleillement, le limbe se replie légèrement le long de la nervure centrale afin de réduire l'évaporation.
La corolle infundibuliforme est rose taché de pourpre, d'un diamètre de 5 à 6 cm. La fleur ne reste épanouie qu'une seule journée.
Les fruits sont des capsules globulaires, de 10-15 mm de diamètre, à 4 valves brunes renfermant chacune une graine. Les graines mesurent entre 6 et 7 mm de long.

## Écologie

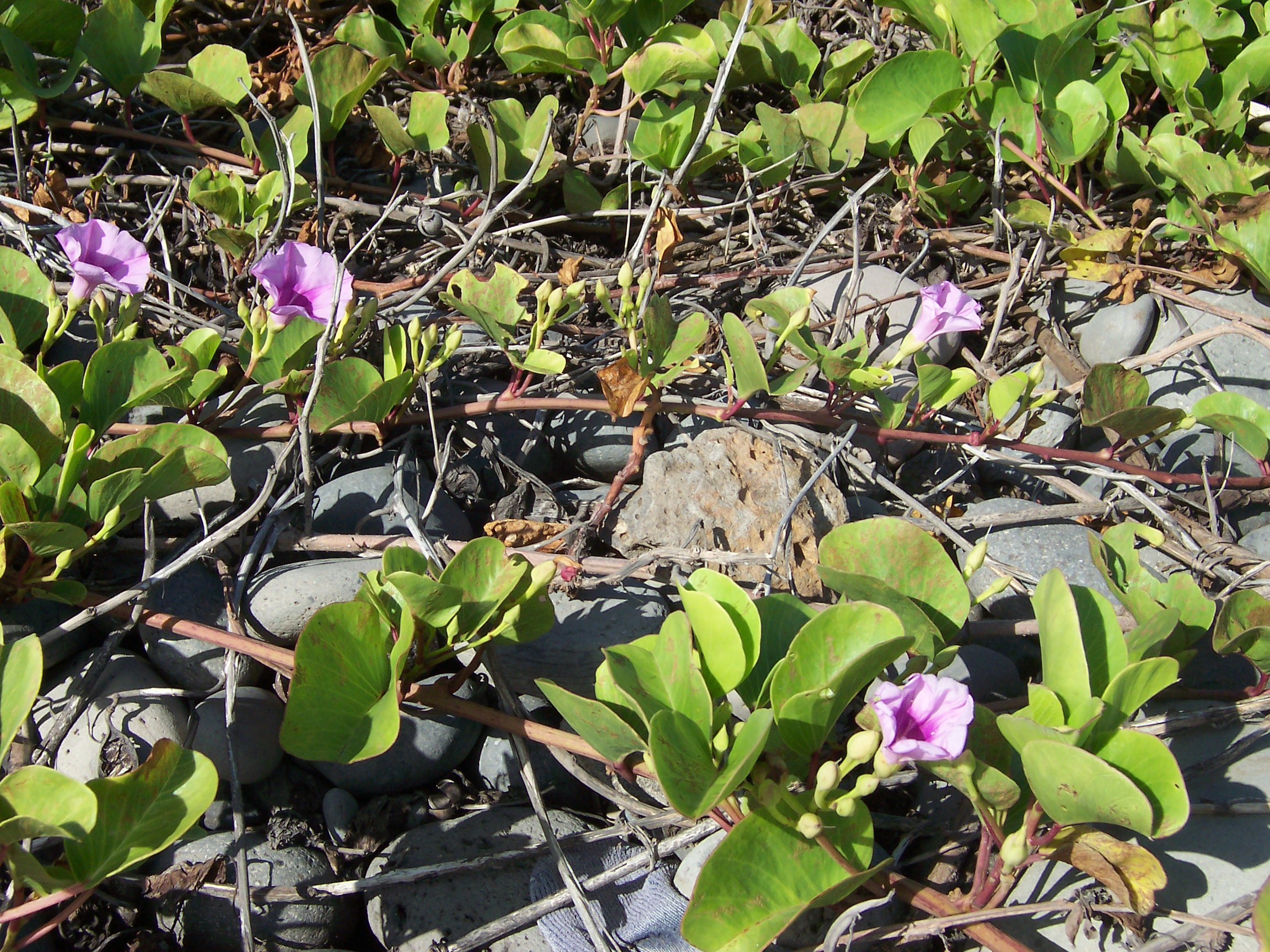
Lianes rampantes sur une plage de galets.

Ipomoea pes-caprae est pantropicale.
Elle se retrouve sur les hauts des plages des zones tropicales des océans Atlantique, Indien et Pacifique, et fournit un bon exemple de dispersion océanique.
Avec Melanthera biflora, Portulaca oleracea et Digitaria ciliaris, Ipomoea pes-caprae est une des premières espèces de plantes à coloniser les zones dégradées sous les tropiques.

## Utilisations
Aux Antilles, les racines s'utilisent en décoction contre les coliques et les fièvres.
À La Réunion, la décoction de feuilles sert contre les inflammations, les rhumatismes, les crampes ; les jeunes feuilles écrasées permettent de faciliter l'extraction d'épines d'oursins.
Dans de nombreux pays, Ipomoea pes-caprae est un remède contre les inflammations, les coliques, la gonorrhée et les douleurs. Des chercheurs brésiliens ont montré que l'extrait méthanolique des parties aériennes avait une activité antinociceptive significative. Des études phytochimiques préliminaires ont suggéré la présence de stéroïdes, de terpénoïdes, d'alcaloïdes, de flavonoïdes et des glycosides d'acides gras, nommés pescaprosides A, B, E, I-IX.

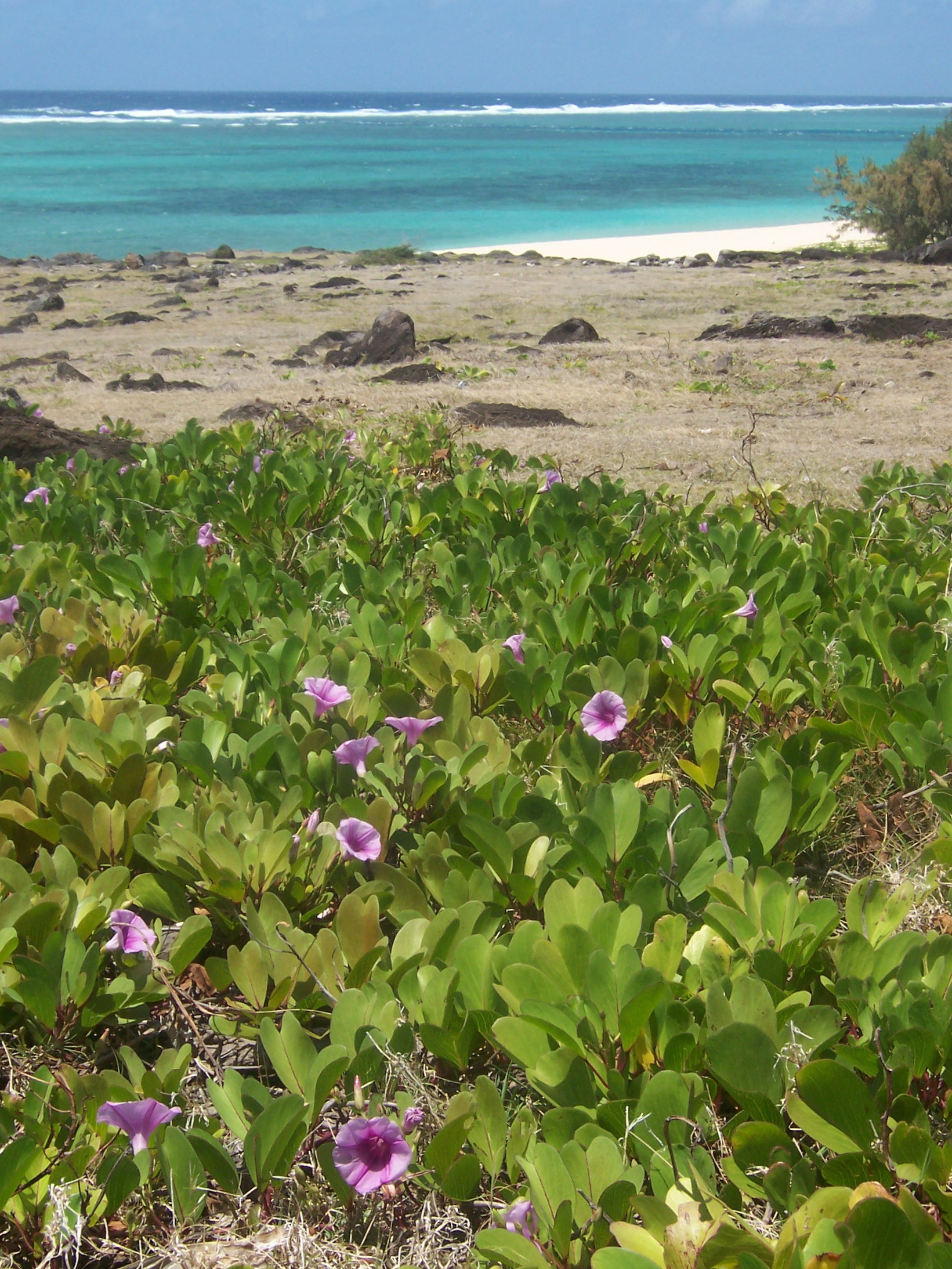
Tapis d'Ipomoea pes-caprae (Rodrigues, Maurice).
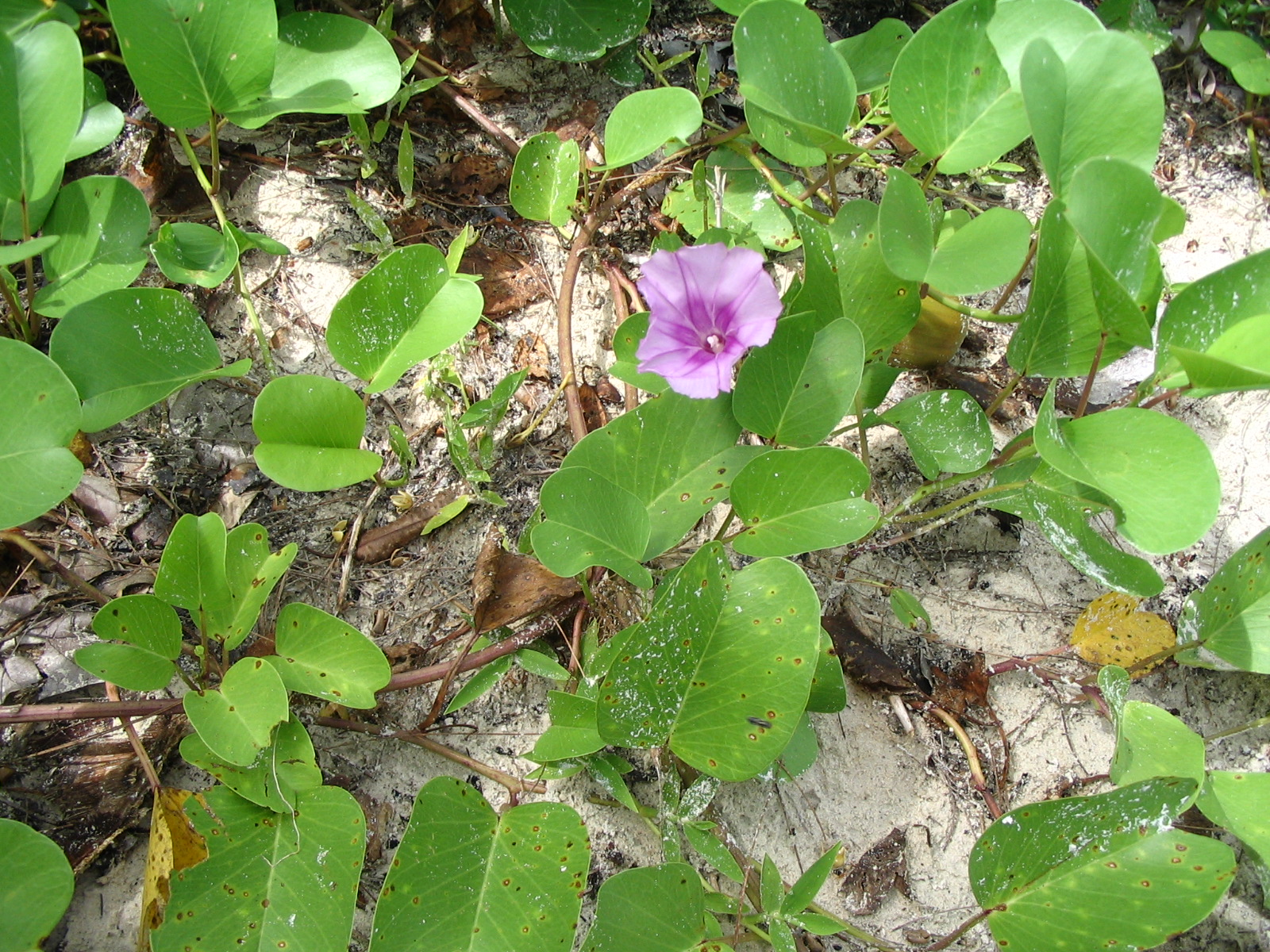
Feuilles en forme d'empreinte de sabot de chèvre.
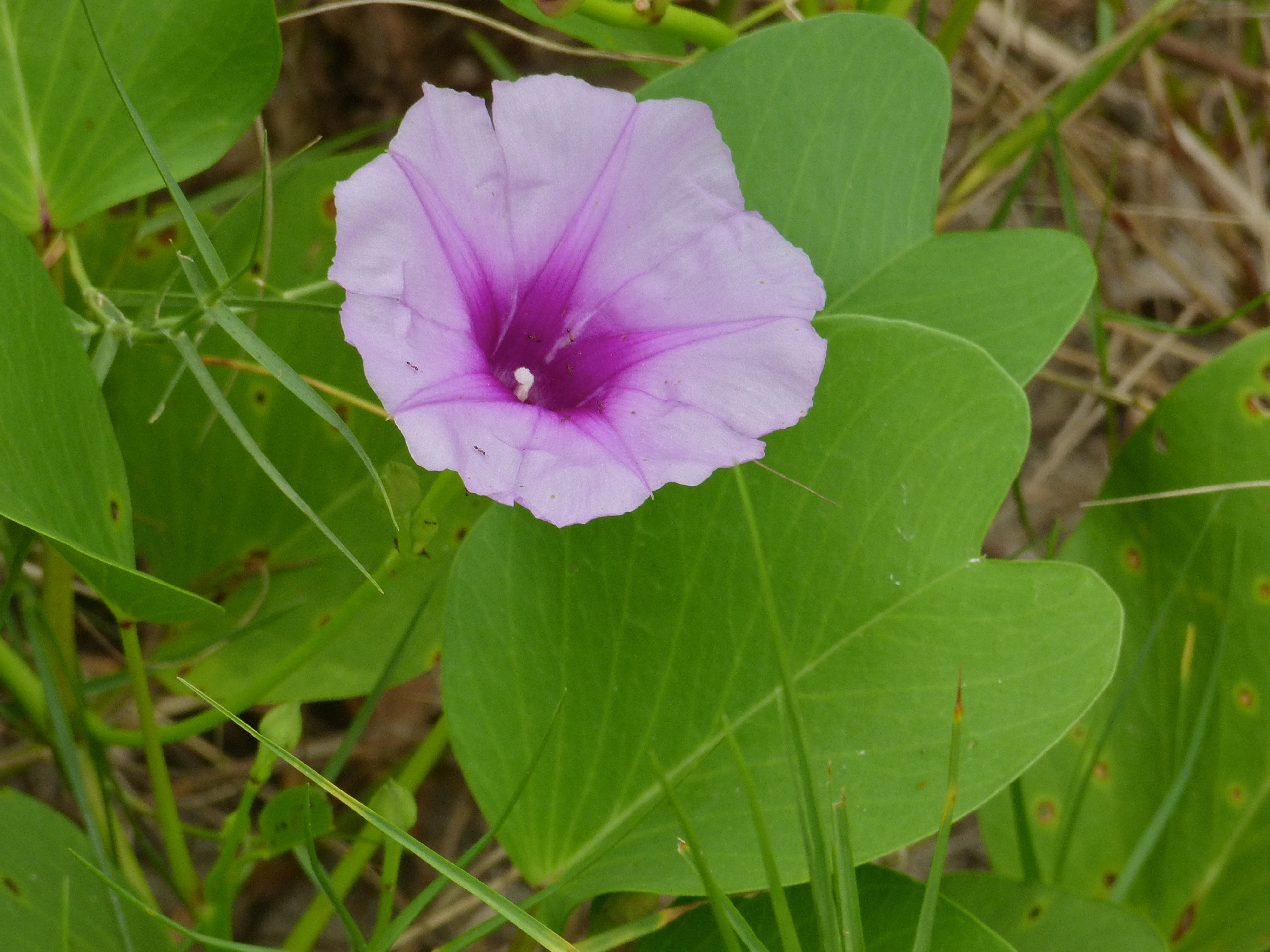
Détail de la fleur (Parc national de Bako, Malaisie).

## Synonymes
Ipomoea pes-caprae a pour synonymes selon Plants of the World online (POWO) (7 décembre 2020) :
- Batatas maritima (R.Br.) Bojer
- Convolvulus bauhiniifolius Salisb.
- Convolvulus biglandulosus Stokes
- Convolvulus bilobatus Roxb.
- Convolvulus brasiliensis L.
- Convolvulus capripes Stokes
- Convolvulus maritimus Desr.
- Convolvulus pes-caprae L. (basionyme)
- Convolvulus retusus Colla
- Ipomoea aegopoda St.-Lag.
- Ipomoea biloba Forssk.
- Ipomoea brasiliensis (L.) Sweet
- Ipomoea brevipes Moc. & Sessé ex Choisy
- Ipomoea maritima R.Br.
- Ipomoea orbicularis Elliott
- Ipomoea pes-caprae f. albiflora Domin
- Ipomoea pes-caprae f. albiflora B.C.Stone
- Ipomoea pes-caprae subsp. brasiliensis (L.) Ooststr.
- Ipomoea pes-caprae var. emarginata Hallier f.
- Ipomoea pes-caprae var. perunkulamensis P.Umam. & P.Daniel
- Ipomoea rotundifolia G.Don
- Latrienda brasiliensis (L.) Raf.
- Plesiagopus brasiliensis (L.) Raf.
- Plesiagopus cuneifolia Raf.
- Plesiagopus maritima Raf.
- Plesiagopus rotundifolia Raf.
- Plesiagopus sovana Raf.

## Liste des sous-espèces, formes et variétés
Selon Catalogue of Life (7 décembre 2020) :
- forme Ipomoea pes-caprae f. albiflora
- sous-espèce Ipomoea pes-caprae subsp. brasiliensis
- sous-espèce Ipomoea pes-caprae subsp. pes-caprae
- variété Ipomoea pes-caprae var. perunkulamensis P. Umamaheswari & P. Daniel

Selon Tropicos (7 décembre 2020) (Attention liste brute contenant possiblement des synonymes) :
- sous-espèce Ipomoea pes-caprae subsp. brasiliensis (L.) Ooststr.
- sous-espèce Ipomoea pes-caprae subsp. pes-caprae
- variété Ipomoea pes-caprae var. arenaria Damm. in Engl.
- variété Ipomoea pes-caprae var. biloba Hallier f.
- variété Ipomoea pes-caprae var. brasiliensis (L.) A. St.-Hil.
- variété Ipomoea pes-caprae var. emarginata Hallier f.
- variété Ipomoea pes-caprae var. heterosepala Chodat & Hassl.
- variété Ipomoea pes-caprae var. perunkulamensis P. Umam. & P. Daniel
- variété Ipomoea pes-caprae var. pes-caprae